# Cestovia Molveno-Pradel
La cestovia Molveno-Pradel era una delle ultime cestovie (o bidonvie) italiane rimaste attive.

## Caratteristiche

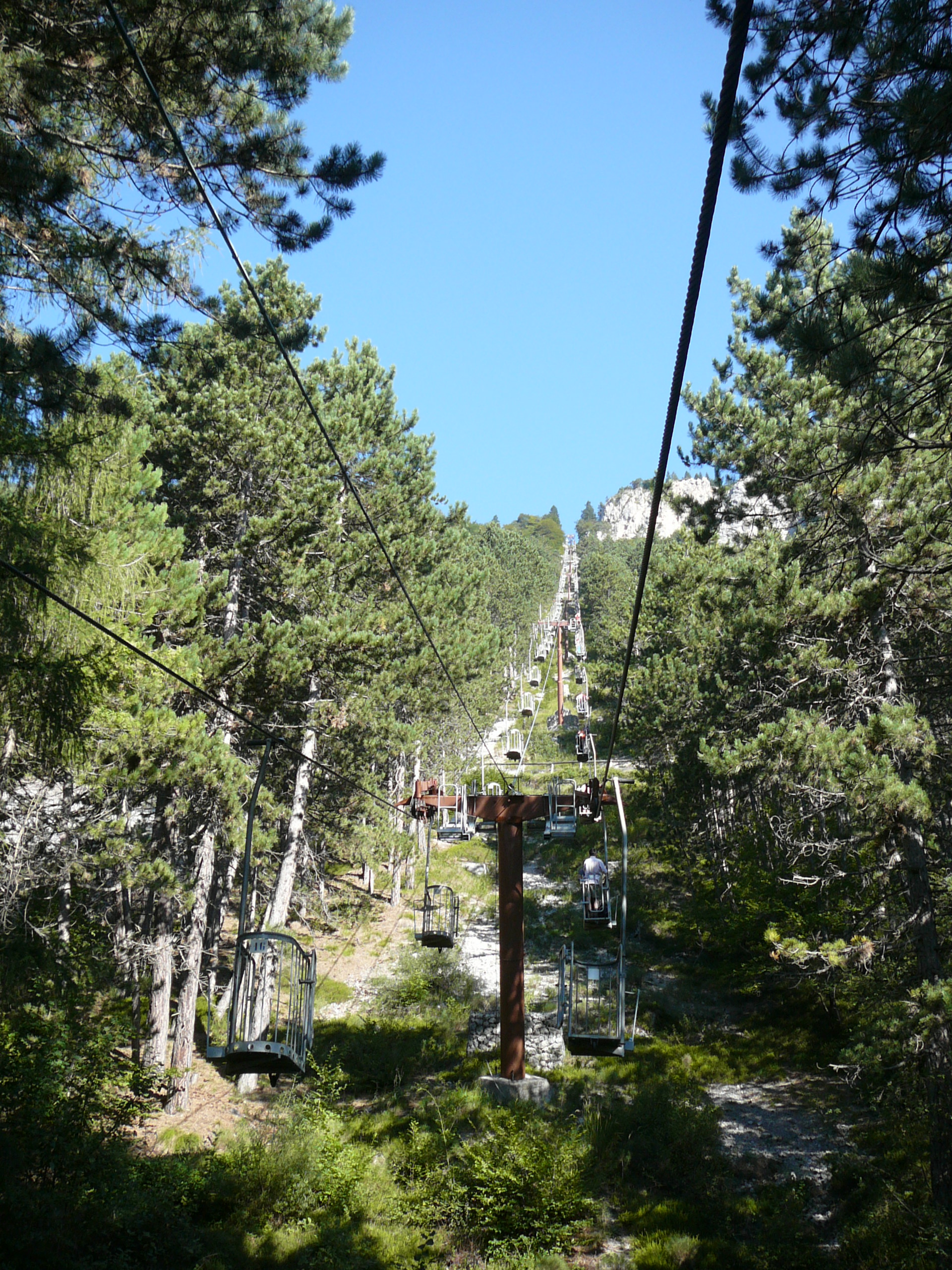
La salita della cestovia

La cestovia, costruita dalla Graffer nel 1980, iniziava il suo tragitto di 1006 metri nella parte alta del paese di Molveno, e giungeva presso l'altopiano Pradel (1380 m) dopo aver effettuato un dislivello di 474 metri. Il suo percorso era suddiviso in 17 pali di sostegno e permetteva di trasportare in poco più di 12 minuti 600 persone all'ora (due per cesto).
Finita la cestovia, esisteva la possibilità di proseguire la salita mediante una seggiovia monoposto sempre della Graffer per raggiungere la località denominata Tovre, a quota 1530 m; purtroppo questa fu smantellata. Solamente nel 2006, la Doppelmayr ne ha ricostruita una nuova a due posti. Nel passato, gli impianti sciistici di Molveno godevano anche di altre due sciovie, smantellate negli anni anche queste.
Durante la stagione invernale 2013/14 i due impianti sono rimasti chiusi in quanto è stata ammodernata la cestovia, unico arroccamento, rimpiazzata da una moderna cabinovia ad otto posti ad ammorsamento automatico della ditta Leitner Ropeways.
La nuova cabinovia ad otto posti e ad ammorsamento automatico è entrata in esercizio il 2 agosto 2014 ed inaugurata ufficialmente il 9 agosto 2014. Alla sua costruzione hanno contribuito un pool di imprese locali che hanno realizzato le importanti strutture della stazione di valle e della stazione di monte, nonché le opere civili della linea. La ditta Leitner Ropeways di Vipiteno ha fornito ed installato le opere funiviarie elettromeccaniche.